# MansA - Maison des Mondes Africains
 (automne 2025).
MansA - Maison des Mondes Africains est une institution culturelle française dédiée aux créations et cultures issues des mondes africains et afro-diasporiques. 
À la fois lieu de programmation artistique, plateforme média et réseau d’acteurs, MansA se donne pour mission de promouvoir les expressions artistiques et les récits portés par l’Afrique d’aujourd’hui et ses diasporas.
Annoncée en octobre 2021 par Emmanuel Macron, président de la République française, dans le cadre du Sommet Afrique–France à Montpellier, l’initiative s’inscrit dans une volonté politique de renouveler les relations culturelles entre la France et le continent africain.
Un temps envisagée au sein de l'hôtel de la Monnaie, situé quai de Conti, dans le 6e arrondissement de Paris, l’implantation sur ce site a été abandonnée début 2025. MansA ouvrira à l’automne 2025 dans un ancien atelier du 10e arrondissement de Paris, pour une durée transitoire. Le gouvernement a réaffirmé sa volonté d’installer le projet dans un lieu pérenne d’ici 2027.

## Genèse du projet
La création d’une « maison des mondes africains et des diasporas », sur le modèle de l’Institut du monde arabe et de la Maison de l'Amérique latine, figure parmi les préconisations du politologue et historien camerounais Achille Mbembe dans un rapport remis à Emmanuel Macron en octobre 2021. Annoncé par le président de la République à l'occasion du Sommet Afrique-France qui se tient à Montpellier le 8 octobre 2021, ce projet s’inscrit dans une politique visant à améliorer les relations qu'entretient la France avec le continent africain.
La Maison des Mondes Africains se définit à la fois comme une vitrine, un refuge et un tremplin pour les artistes et les entrepreneurs.
En 2022, une mission de préfiguration est confiée au diplomate Luc Briard et à la journaliste Élisabeth ‘Liz’ Gomis. Une consultation réunit 1 500 jeunes durant l’été 2022. Le projet franchit une étape décisive avec la création en mai 2024 d’un groupement d’intérêt public (GIP), et la nomination de Liz Gomis à sa direction en juin 2024.
Le projet, porté à la fois par le président de la République Emmanuel Macron, le ministère de la Culture et le ministère des Affaires étrangères, doit voir le jour à l'horizon 2025.

## Statut juridique
En mai 2024, la Maison des Mondes Africains acquiert une personnalité morale avec la création d’un groupement d’intérêt public. Ce statut permet d’associer des partenaires publics et privés à la gouvernance du projet.
Le GIP MansA est constitué entre plusieurs membres fondateurs, répartis en trois collèges :
- L’État, représenté par : le ministère de la Culture, le ministère de l’Europe et des Affaires étrangères, le ministère de l’Éducation et de la Jeunesse, le ministère de l’Enseignement supérieur et de la Recherche ;
- Le collège des opérateurs culturels nationaux : le Centre Pompidou et l’Institut Français ;
- Le collège des membres adhérents : l’Agence française de développement (AFD), la Banque publique d’investissement (Bpifrance) et France Volontaires (opérateur du MEAE) JORF n°0117 du 22 mai 2024 — Légifrance.

## Implantation et calendrier
Initialement envisagée au sein de l’hôtel de la Monnaie, dans le 6ᵉ arrondissement de Paris, l’installation de MansA sur ce site a été abandonnée en janvier 2025, à la suite d’oppositions internes, notamment syndicales, et de controverses sur l’usage patrimonial du lieu.
Une première phase de programmation hors les murs a été déployée entre novembre 2024 et juin 2025. À partir de l’automne 2025, MansA investira un lieu provisoire situé dans un ancien atelier du 10ᵉ arrondissement de Paris, à proximité de la station de métro Goncourt. Le gouvernement a exprimé sa volonté de doter MansA d’un site pérenne d’ici 2027.

## Une institution culturelle hybride
La Maison des Mondes Africains se présente comme « un établissement pluridisciplinaire entièrement voué à la création africaine et diasporique moderne et contemporaine ». L'objectif revendiqué est d'en faire un lieu « où les arts plastiques voisineraient avec le livre, le dessin, la musique, le spectacle vivant, les activités pour les jeunes publics, le cinéma, la photographie ou l’apprentissage des langues africaines ».
Elle a pour ambition d'être à la fois un lieu, un média et un réseau.
- Un lieu, point de convergence pour les talents africains et des diasporas, promouvant la diversité et l'innovation et offrant une programmation pluridisciplinaire à un large public.
- Un média mettant en avant des initiatives artistiques, culturelles, scientifiques ou entrepreneuriales qui alimentent de nouveaux récits sur l’Afrique et ses constellations diasporiques et proposant une interface dédiée aux industries culturelles et créatives.
- Un réseau fédérant un rhizome d’institutions partenaires à travers le monde.

L'institution culturelle a vocation à accueillir des débats, des expositions d'histoire, de l'art contemporain, de la danse, des conférences et des archives mais également des artistes en résidence. « Ce n'est pas un musée pour et sur l'Afrique, mais un lieu ouvert, pour toute la population » explique Liz Gomis, responsable du projet. Le lieu se veut également « un incubateur dédié aux industries créatives pour accompagner de jeunes entrepreneurs ou porteurs de projets ».

## Origine du nom et identité visuelle
MansA, Maison des Mondes africains (issu du latin tardif “mansio” signifiant “maison”), incarne cette vision. Le choix de MansA est un hommage À Mansa Musa (le roi des rois en bambara) de l’Empire du Mali au 14e siècle, dont l’itinéraire traversait l’Afrique pour relier le Proche-Orient tout en tissant des liens commerciaux avec l’Europe. Il évoque également la couronne emblématique de Basquiat, enracinée dans la culture populaire.
La couronne de MansA symbolise la réappropriation d’une agentivité par toute une génération, ouvrant la voie à la création d’un nouveau récit et à la production d’idées qui forgeront notre archive du présent.

## Réceptions et controverses
Le projet a suscité plusieurs débats politiques et médiatiques depuis 2023. L’annonce de l’installation possible à la Monnaie de Paris a été critiquée par les syndicats du site et certains groupes politiques opposés à ce qu’ils percevaient comme une dérive identitaire.
À droite et à l’extrême droite, plusieurs élus ont mis en cause la légitimité du projet, qualifié de « repentance culturelle ». L’Élysée et le ministère des Affaires étrangères ont, en revanche, confirmé leur soutien à la structure, en insistant sur sa dimension diplomatique et culturelle.